# Andrij Pryschtschepa
Andrij Pryschtschepa (ukrainisch Андрій Прищепа; * 18. Mai 1982) ist ein ehemaliger ukrainischer Radrennfahrer.
Andrij Pryschtschepa wurde 2004 bei den Eintagesrennen Giro del Mendrisiotto und Trofeo Alcide Degasperi Dritter und bei der Coppa Apollo 17 belegte er den zweiten Platz. Beim Giro della Regione Friuli Venezia Giulia gewann er 2006 mit seinem Team das Mannschaftszeitfahren und sein Teamkollege Boris Schpilewski wurde Erster der Gesamtwertung. 2008 fuhr Pryschtschepa für das san-marinesische Continental Team Cinelli-OPD, welches für das Jahr 2009 keine Lizenz mehr erhielt und sich daraufhin auflöste.
2014 war er Sportlicher Leiter beim Kolss Cycling Team.

## Erfolge
2006
- Mannschaftszeitfahren Giro della Regione Friuli Venezia Giulia

## Teams
- 2008 Cinelli-OPD